# Cathesby ap Roger Jones
Catesby ap Roger Jones (Condado de Clarke, 15 de abril de 1821 – Selma, 20 de junho de 1877) foi um oficial da Marinha dos Estados Unidos, que se tornou um comandante da Marinha Confederada durante a Guerra de Secessão. O "ap", em seu nome é um patronímico galês significa "filho de", filho do Major General Roger Jones e Mary Ann Mason Page.